# Europejska Fundacja Nauki

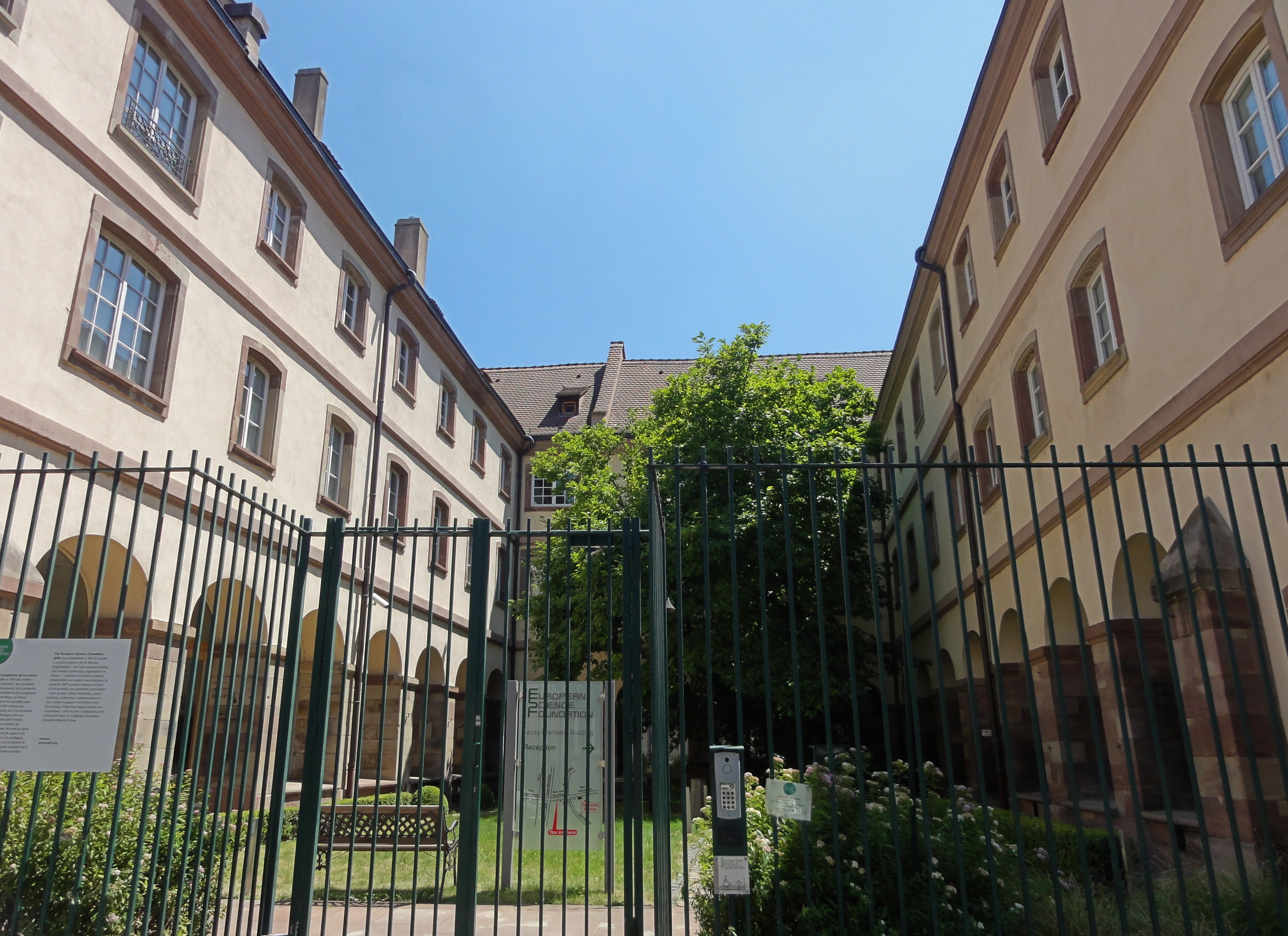
Siedziba ESF w Strasburgu

Europejska Fundacja Nauki (European Science Foundation – ESF) to stowarzyszenie 11 organizacji członkowskich zajmujących się badaniami naukowymi w 8 krajach europejskich. ESF jest niezależną, pozarządową organizacją non-profit, która promuje najwyższej jakości naukę w Europie. Została założona w 1974 roku, a jej biura znajdują się w Strasburgu we Francji (siedziba główna).
Organizacje członkowskie ESF to organizacje prowadzące i finansujące badania naukowe, akademie i towarzystwa naukowe z całej Europy.
Po czterech dekadach sukcesów w stymulowaniu europejskich badań naukowych poprzez tworzenie sieci kontaktów, ESF podjęła się ponownego dostosowania i zmiany swojej strategicznej wizji i ukierunkowania. Uruchomienie działu eksperckiego „Science Connect” na początku 2017 r. wyznacza kolejny etap ewolucji i zrodziło się z głębokiego zrozumienia sytuacji w nauce, kontekstu finansowania i potrzeb środowisk badawczych.

## Wcześniejsze działania
Do 2015 r. ESF stanowił platformę dla organizacji członkowskich ESF do określania zakresu badań, planowania i tworzenia sieci kontaktów w skali europejskiej i globalnej. Działania ESF były zorganizowane wokół trzech podstaw operacyjnych: strategii, synergii i zarządzania. Zgodnie ze swoją ówczesną misją i planem strategicznym, ESF prowadziła programy naukowe; programy mające na celu zwiększenie synergii naukowej, takie jak programy tworzenia sieci badawczych i wspólne projekty badawcze dla europejskich naukowców; wraz z działaniami poświęconymi zarządzaniu nauką, takimi jak świadczenie usług administracyjnych niezależnym komitetom naukowym i innym organizacjom.
ESF-EUROHORC – deficyt finansowania
W czerwcu 2008 r. ESF we współpracy z EUROHORC (European Heads of Research Councils) opublikował raport polityczny „The EUROHORCs and ESF Vision on a Globally Competitive ERA and their Road Map for Actions to Help Build it” (Wizja EUROHORC i ESF na temat globalnie konkurencyjnej europejskiej przestrzeni badawczej i ich mapa drogowa działań, które pomogą ją zbudować), wyszczególniający podstawowe wymagania dotyczące budowy globalnie konkurencyjnej Europejskiej Przestrzeni Badawczej  w ciągu najbliższych pięciu do dziesięciu lat. W tym czasie EUROHORC wykorzystywał ESF jako agencję wdrożeniową. W 2014 r. instrument ten zniknął z europejskiego krajobrazu i nie został zastąpiony żadnym innym mechanizmem finansowania.

### Kontrowersje wokół list ERIH (2008–2011)
European Reference Index for the Humanities (ERIH) został uruchomiony przez European Science Foundation (ESF) w 2002 roku za pośrednictwem jej Standing Committee for the Humanities jako indeks referencyjny czasopism humanistycznych. Od 2008 r. wstępna klasyfikacja A/B/C w ERIH wywołała krytykę redaktorów i towarzystw naukowych, które ostrzegały przed możliwym nadużywaniem jej w ocenach badań; media branżowe informowały o skoordynowanych protestach i wycofywaniu się czasopism. W styczniu 2009 r. ESF zrezygnowała z ocen literowych i zastąpiła je kategoriami opisowymi. W 2014 r. odpowiedzialność za ERIH została przeniesiona z ESF do norweskiego NSD – Norwegian Centre for Research Data, a indeks został ponownie uruchomiony i rozszerzony jako ERIH PLUS o nauki społeczne.

### Dyskusje o relokacji i zarządzaniu w Strasburgu (2012–2014)
Lokalne relacje prasowe w Strasburgu pod koniec 2012 r. odnotowały obawy, że European Science Foundation (ESF) może zostać rozwiązana lub przeniesiona do Brukseli w miarę konsolidacji instytucji na poziomie europejskim, jednocześnie wskazując na deklarowaną preferencję ESF, by pozostać w Strasburgu. Ta sama relacja zwracała uwagę na spadek zatrudnienia w tamtym okresie i wskazywała na zgromadzenie ogólne z końca listopada 2012 r. jako punkt decyzyjny. W grudniu 2012 r. członkowie ESF odłożyli ostateczną decyzję w sprawie przyszłości organizacji do końca 2014 r.

### Następstwo przez Science Europe (2011)
W październiku 2011 r. większość organizacji członkowskich European Science Foundation (krajowych instytucji finansujących badania oraz prowadzących działalność badawczą) powołała Science Europe, stowarzyszenie z siedzibą w Brukseli, utworzone w celu reprezentowania ich wspólnych interesów i koordynowania polityki badawczej na poziomie europejskim. Zmiana ta oznaczała strategiczne odejście od tradycyjnych ról ESF — zarządzania programami i dystrybucji finansowania — na rzecz wyspecjalizowanej platformy do rzecznictwa i zbieżności polityk z instytucjami Unii Europejskiej.
Science Europe przejęła wiele funkcji koordynacyjnych i strategicznych dotychczas wykonywanych przez ESF, lecz nie została zaprojektowana do bezpośredniego prowadzenia programów finansowania. W latach 2011–2015 ESF stopniowo wygaszała działania w zakresie sieciowania badań i przekazała Science Europe część funkcji politycznych i reprezentacyjnych.
Po tej transformacji ESF działa jako stowarzyszenie na podstawie lokalnego prawa Alzacji–Mozeli (Alsace–Moselle), nie posiadając już statusu prawnego fundacji, i kontynuuje działalność jako mniejsza organizacja świadcząca usługi dla nauki, koncentrując się m.in. na recenzowaniu (peer review), ewaluacji badań oraz utrzymywaniu platform naukowych. Science Europe stała się głównym organem reprezentacyjnym i rzeczniczym krajowych instytucji finansujących i prowadzących badania w Europie.

### Ewaluacja jednostek badawczych w Portugalii (2013–2015)
Krajowa agencja finansująca Portugalii FCT zleciła ESF wsparcie dwuetapowej ewaluacji krajowych jednostek B+R. Proces i jego wyniki były kwestionowane przez część portugalskiego środowiska naukowego; w kwietniu 2015 r. Science określił ewaluację jako politycznie kontrowersyjną, relacjonując zmiany w kierownictwie FCT. W październiku 2014 r. Nature opublikowało felieton z cyklu World View autorstwa Amayi Moro-Martín, w którym mowa o „wadliwym procesie ewaluacji wspieranym przez ESF”; ESF zażądała sprostowania i zagroziła krokami prawnymi, co odnotował Retraction Watch; później ESF oświadczyła, że „na tym etapie” nie zamierza pozywać.

### Redukcja zatrudnienia i zmiana profilu działalności (2015–2017)
Prasa regionalna informowała w kwietniu 2017 r., że ESF potwierdziła swoją obecność w Strasburgu „na innych zasadach”, opisując przejście z około 120 pracowników do 19 po trzech planach redukcyjnych (dwa dobrowolne, jeden przymusowy), wraz ze zwrotem ku usługom profesjonalnym pod marką Science Connect (recenzje eksperckie, ewaluacje i powiązane wsparcie) oraz średnioterminowym celem zatrudnienia około 40 osób; jako przykłady wczesnych klientów wymieniono IdEx Bordeaux, Uniwersytet Luksemburski i AXA Research Fund. ESF ogłosiła uruchomienie swojej jednostki usług eksperckich Science Connect w styczniu 2017 r., a jej ustanowienie zaznaczono podczas wydarzenia w ratuszu w Strasburgu w kwietniu 2017 r.

## Zmiana celu
ESF niedawno zmienił zakres swojej działalności. ESF zamknął swoje tradycyjne działania wspierające badania (European Collaborative Research Projects, Exploratory Workshops, Research Networking Programmes itp.) i koncentruje się teraz na wspieraniu społeczności naukowej poprzez usługi wsparcia naukowego świadczone przez dział ekspercki Science Connect.

## Struktura
EFS ma następującą strukturę:
- TOrgany zarządzające
- TWydział Science Connect
- TWspólnota Ekspertów
- TRady Eksperckie

### Organy zarządzające
Doroczne zgromadzenie jest najwyższym organem decyzyjnym EFS. Wybiera prezesa EFS, Zarząd, ratyfikuje budżet i rachunki oraz przyjmuje nowych członków. Delegatów na zgromadzenia wyznaczają organizacje członkowskie EFS.
Zarząd ustala i kieruje ogólną strategią EFS oraz koordynuje stosunki z UE i innymi instytucjami. Zarząd składa się z prezesa EFS i od 3 do 8 organizacji członkowskich. Zarząd spotyka się dwa razy w roku.
Prezydent oficjalnie reprezentuje EFS wobec społeczeństwa oraz w stosunkach z innymi organizacjami krajowymi lub międzynarodowymi.
Dyrektor Naczelny jest odpowiedzialny za realizację strategii i polityki ustalonej przez Zarząd, za administrowanie biurem EFS i jego finansami oraz za zapewnienie wykonania decyzji zgromadzenia i Rady Zarządzającej.

### Dział Science Connect
Science Connect to dział usług eksperckich ESF zajmujący się wspieraniem podejmowania decyzji naukowych za pośrednictwem szeregu usług wspierających naukę, takich jak ocena grantów, śledzenie kariery, koordynacja projektów finansowanych przez UE oraz hosting platform naukowych i rad ekspertów.

### Społeczność ekspertów
Społeczność Ekspertów ESF to zorientowana na jakość sieć uznanych międzynarodowych ekspertów, która obejmuje pełne spektrum środowiska naukowego (nauki humanistyczne, ekonomiczne i społeczne, fizyka, chemia, matematyka i nauki inżynieryjne, nauki o Ziemi i środowisku, nauki biologiczne i biomedyczne). Jego rolą jest podtrzymywanie współpracy naukowej, wspieranie doskonałości w recenzowaniu grantów badawczych i ocenie wniosków we wszystkich dyscyplinach naukowych.
Społeczność Ekspertów ESF składa się z dwóch kolegiów:
- Kolegium Panelu Recenzentów. Członkowie Panelu Recenzentów posiadają szerokie doświadczenie w kilku dyscyplinach naukowych, a ich misją jest budowanie konsensusu podczas oceny wniosków badawczych.
- Kolegium Ekspertów Recenzentów. Recenzenci-eksperci to naukowcy specjalizujący się w określonej dziedzinie naukowej, którzy są odpowiedzialni za ocenę kilku rodzajów wniosków, takich jak wnioski o stypendium i projekty badawcze.

### Rady ekspertów
Od 1974 roku ESF powołuje i gości rady ekspertów i komitety w kilku dziedzinach nauki. Należą do nich nauki o kosmosie; częstotliwości radioastronomiczne; Fizyka nuklearna; nauki morskie i polarne; i materiałoznawstwo. Obecnie w EFS działają następujące Rady Ekspertów:
Europejski Komitet Nauk Kosmicznych (European Space Sciences Committee – ESSC)
Założona w 1974 r. ESSC zapewnia bezstronne, eksperckie porady społeczności naukowej zajmującej się kosmosem, w tym między innymi Europejskiej Agencji Kosmicznej, Komisji Europejskiej i narodowym agencjom kosmicznym UE. Na przestrzeni lat ESSC stało się w Europie organem referencyjnym w zakresie niezależnego doradztwa naukowego w kwestiach związanych z przestrzenią kosmiczną oraz kluczowym partnerem międzynarodowej współpracy badawczej.
Europejski Komitet Współpracy Fizyki Jądrowej (Nuclear Physics European Collaboration Committee – NuPECC)
Celem NuPECC jest wzmocnienie europejskiej współpracy w dziedzinie fizyki jądrowej poprzez zdefiniowanie sieci uzupełniających się obiektów w Europie. NuPECC wydaje rekomendacje dotyczące rozwoju, organizacji i wspierania europejskiej fizyki jądrowej oraz poszczególnych projektów.
Komitet ds. Częstotliwości Radioastronomicznych (Committee on Radio Astronomy Frequencies – CRAF)
Założona w 1988 roku CRAF reprezentuje wszystkie główne obserwatoria radioastronomiczne w Europie. CRAF inicjuje i wspiera badania naukowe mające na celu zmniejszenie zakłóceń radioastronomicznych u źródła i skutków zakłóceń. Na przestrzeni lat CRAF stał się aktywnym głosem w Europie i angażuje się wraz z innymi grupami radioastronomów w dyskusje z międzynarodowymi organizacjami decydującymi o wykorzystaniu widma radiowego.

## Organizacje członkowskie EFS
Belgia
- Fonds de la Recherche Scientifique – FNRS (FRS-FNRS) (Fundusz Badań Naukowych – FNRS (FRS-FNRS))

Bułgaria
- Българска академия на науките (BAS) (Bułgarska Akademia Nauk)
- Научни изследвания (Narodowy Fundusz Nauki Bułgarii)

Francja
- Institut Français de Recherche pour l’Exploitation de la Mer (IFREMER) (Francuski Instytut Badawczy Eksploatacji Morza)
- EuroScience (EuroScience)
- Podstawowe technologie dla nauk o życiu (CTLS)

Węgry
- Magyar Tudományos Akadémia (MTA) (Węgierska Akademia Nauk)

Luksemburg
- Fonds National de la Recherche (FNR)

Rumunia
- Consiliul Național al Cercetării Științifice (Krajowa Rada Badań Naukowych –CNCS)

Serbia
- Српска академија наука и уметности (САНУ) (Serbska Akademia Nauk i Sztuk)

Turcja
- Türkiye Bilimsel ve Teknolojik Araştırma Kurumu (TÜBITAK) (Turecka Rada ds. Badań Naukowych i Technologicznych)

## Prezesi EFS
- 1974-1979 Brian Flowers
- 1980-1984 Hubert Curien
- 1985-1990 Eugen Seibold
- 1991-1993 Umberto Colombo
- 1994-1999 Sir Dai Rees
- 2000-2005 Reinders van Duinen
- 2006-2011 Ian Halliday
- 2012-2015 Par Omling
- 2016-kwiecień 2020: Martin Hynes[25]
- Od kwietnia 2020 do chwili obecnej: Véronique Halloin

## Sekretarze generalni i dyrektorzy generalni EFS
- 1974-1979 Friedrich Schneider
- 1980-1986 John Goormaghtigh
- 1986-1993 Michael Posner
- 1991-1993 Umberto Colombo
- 1993-1998 Peter Fricker
- 1998-2003 Enric Banda
- 2004-2007 Bertil Anderson
- 2007 John Marks
- 2008-2011 Marja Makarow[26][27]
- 2012-2015 Martin Hynes
- 2016-czerwiec 2019: Jean-Claude Worms
- Lipiec 2019 do chwili obecnej: Nicolas Walter